# Atelopus elegans
Atelopus elegans — вид отруйних жаб родини Ропухові (Bufonidae). Отруйна амфібія.

## Поширення
Цей вид зустрічається на північному заході Еквадору у провінціях Есмеральдас, Імбабура і Пичинча на висоті 300-1140 м над рівнем моря, а також на колумбійському острові Горгона, невеликому острові, що знаходиться у 30-ти км від колумбійського тихоокеанського узбережжя.

## Спосіб життя
Вид живе в низинних і передгірних вологих тропічних лісах, не знайдений в деградованих середовищах існування. Нереститься в потоках.